# Scooby Doo: Wielka draka wilkołaka
Scooby Doo: Wielka draka wilkołaka (ang. Big Top Scooby-Doo!) – 23. film animowany i 18. pełnometrażowy film z serii Scooby Doo. Wyprodukowany w roku 2012. Następca filmu Scooby Doo: Pogromcy wampirów.

## Fabuła
Tajemnicza Spółka musi rozwikłać zagadkę tajemniczego wilkołaka, który nawiedza arenę zabaw i uprzykrza rozrywkę przybyłym gościom.

## Wersja polska
Dystrybucja na terenie Polski: Galapagos Films

Wersja polska: M.R. Sound Studio

Reżyseria: Dobrosława Bałazy

Dialogi: Dorota Filipek-Załęska

Dźwięk i montaż: Marcin Barycki

Kierownictwo produkcji: Marzena Wiśniewska

Udział wzięli:
- Ryszard Olesiński – Scooby Doo
- Jacek Bończyk – Kudłaty
- Agata Gawrońska-Bauman – Velma
- Beata Jankowska-Tzimas – Daphne
- Jacek Kopczyński – Fred
- Anna Wiśniewska –
  - Lena,
  - Jean
- Zuzanna Pawłowska – Joan
- Tomasz Błasiak – Marius Brancusi
- Janusz Wituch – Whitney Dubleciarz
- Mikołaj Klimek –
  - Policjant #2,
  - Pracownik baru “U Grubcia”,
  - Detektyw
- Paweł Szczesny – Archambault
- Wojciech Machnicki –
  - Strażnik,
  - Phil Flaxman,
  - Sisko
- Leszek Zduń –
  - Policjant #1,
  - Oliverio
- i Krzysztof Szczepaniak – Wulfric Von Rydingsvard

Piosenki z tekstem Andrzeja Brzeskiego śpiewali: Janusz Kruciński i Michał Rudaś

Kierownictwo muzyczne: Piotr Gogol
Lektor: Tomasz Marzecki